# Adoretus klossi
Adoretus klossi är en skalbaggsart som beskrevs av Ohaus 1932. Adoretus klossi ingår i släktet Adoretus och familjen Rutelidae. Inga underarter finns listade i Catalogue of Life.